# Clarendon (Vermont)
Clarendon – miasto w Stanach Zjednoczonych, w stanie Vermont, w hrabstwie Rutland.